# Casa Vágó
Casa Vágó a fost construită în Oradea în anul 1905, în stilul secesiunii maghiare, inspirat de motive florale din folclorul maghiar și organizată pe demisol și două nivele, beneficiarii fiind părinții fraților. Fațada este asimetrică, intrarea principală fiind marcată cu un fronton de formă eliptică. Central, este amplasat un bovindou ce ondulează planul fațadei, golurile înalte și înguste, ritmând fațada decorată cu elementele florale.
Casa, aflată pe strada Traian Moșoiu nr. 14, a fost proiectată de doi arhitecți frați, László Vágó (1875-1933) și József Vágó  (1877-1947), în prima etapă a creației lor, fiind înrudită stilistic cu arhitectura maestrului Ödön Lechner, ca și alte imobile ridicate de frații Vágó în Budapesta în această perioadă. 
Casa este reprezentativă pentru procesul răspândirii secession-ului în Transilvania, dar și pentru urmărirea pas cu pas a evoluției artistice a celor doi frați. Casa a suferit o serie de schimbări, păstrând puține elemente decorative originale.